# Paradaksha furtiva
Paradaksha furtiva är en insektsart som först beskrevs av Melichar 1902.  Paradaksha furtiva ingår i släktet Paradaksha och familjen Flatidae. Inga underarter finns listade i Catalogue of Life.